# Litauische Badmintonmeisterschaft 2013
Die Litauische Badmintonmeisterschaft 2013 fand vom 2. bis zum 3. Februar 2013 in Šakiai statt. Es war die 51. Austragung der nationalen Titelkämpfe von Litauen im Badminton.

## Medaillengewinner
| Disziplin    | Gold                                   | Silber                                   | Bronze                                |
| ------------ | -------------------------------------- | ---------------------------------------- | ------------------------------------- |
| Herreneinzel | Kęstutis Navickas                      | Povilas Bartušis                         | Ignas Reznikas                        |
| Dameneinzel  | Akvilė Stapušaitytė                    | Gerda Voitechovskaja                     | Vytautė Fomkinaitė                    |
| Herrendoppel | Kęstutis Navickas Povilas Bartušis     | Tautvydas Liorančas Laurynas Sparnauskis | Ignas Reznikas Kazimieras Dauskurtas  |
| Damendoppel  | Vytautė Fomkinaitė Akvilė Stapušaitytė | Rebeka Aleksevičiūtė Gabija Narvilaitė   | Indrė Starevičiūtė Ieva Sendžikaitė   |
| Mixed        | Kęstutis Navickas Akvilė Stapušaitytė  | Povilas Bartušis Vytautė Fomkinaitė      | Donatas Narvilas Gerda Voitechovskaja |